# Hasberg
Hasberg ist ein Ortsteil des Marktes Kirchheim i. Schw. im Landkreis Unterallgäu, Bayern.

## Geographie
Das Pfarrdorf mit über 400 Einwohnern liegt an einem Höhenrücken an der Mindel gegenüber von Kirchheim.

## Geschichte
Die erste urkundliche Erwähnung der Habichtsburg bei Hasberg ist von 1150 belegt, während das Dorf Hasberg 1197 erstmalige Erwähnung findet. Markgraf Heinrich von Burgau verkaufte 1295 Hasberg, Winzer und Pfaffenhausen an den Augsburger Bischof Wolfhard von Roth. Danach wurde Hasberg von 1391 bis 1488 an die Ritter von Mindelberg und Freiberg verpfändet.
Im Dreißigjährigen Krieg fielen von 1632 bis 1635 180 Hasberger und damit mehr als die Hälfte der damaligen 300 Einwohner Krieg und Pest zum Opfer. Schließlich waren 1650 nur noch 32 von vormals 60 Anwesen bewohnt, der Rest der Häuser war zerstört. Bis 1753 erholte sich Hasberg langsam wieder und bestand aus 63 Anwesen.
Bis 1978 war Hasberg eine selbstständige Gemeinde im Landkreis Krumbach (Schwaben), bevor es durch die Gebietsreform zu Kirchheim in Schwaben in den neu gebildeten Landkreis Unterallgäu kam.

## Sehenswürdigkeiten
- Katholische Pfarrkirche St. Ottilia